# Baudissin
Baudissin eller Bauditz er en uradelig slægt, der stammer fra Oberlausitz i Sachsen, hvor den forekommer i begyndelsen af 1200-tallet, og som har navn efter byen Bautzen (Budissin). Den nævnes første gang 1455 Nickel von Baudissin til Solschwitz.
Skønt slægtens hovedlinje allerede i 1600-tallet kom til Holsten og Danmark, med Wolf Heinrich von Baudissin og forblev i landet over 200 år, blev den aldrig optaget i den danske adel, til hvilken den ikke desto mindre henregnes. Den findes i Danmarks Adels Aarbog. Tre medlemmer af slægtens danske gren blev naturaliseret i 1884.

## Våbenskjold
Tre sammenstillede sølv-jæger- eller drikkehorn i blåt, på hjelmen en blå strudsfjer mellem to hvide.

## Historie
Slægten har navn efter byen Bautzen (Budissin). Navnet forekommer allerede 1224 i Oberlausitz. Slægtens ældste påviselige stamfader, Rentsch von Baudessen, boede på Solchwitz 1379, hans sønnesøn af samme navn var farfaders farfader til Heinrich von Baudiss (omkring 1575), hvis ældste søn, Christoph von Baudiss til Luppa, havde to børn, feltmarskal Wolf Heinrich von Baudissin (1579-1646) og Georg von Baudiss, den yngre, tidligt uddøde, linjes stamfader. Generalen havde elleve børn, i første ægteskab blandt andre sønnen, Gustav Adolph von Baudissin (1629-1695), i andet ægteskab blandt andre Henrich Günther von Baudissin (1636-1673) til Cronsburg, med hvis sønner slægten deler sig i linjen Bauditz, hvis stamfader er Hinrich Conrad (von) Bauditz (1661-1714), og den rigsgrevelige linje, der nedstammer fra Wulf Hinrich von Baudissin (1671-1748) til Rixdorf m.m., som 28. februar 1741 optoges i rigsgrevestanden sammen med sin søn Heinrich Christoph von Baudissin (1709-1786). Sidstnævnte havde blandt andre sønnerne, rigsgreve Heinrich Friedrich von Baudissin (1753-1818) og Carl Ludwig von Baudissin (1756-1814) til Rantzau Slot med mere, der havde børn, blandt andre sønnerne Wolf Heinrich Friedrich Karl von Baudissin (1789-1878), som oversatte Shakespeare til tysk, og Otto Friedrich Magnus von Baudissin (1792-1865).
Rigsgreve Heinrich Friedrich von Baudissin (1753-1818) var fader til rigsgreve Christian Carl von Baudissin (1790-1868), som havde 13 børn, deriblandt forfatterne Thekla Ernestine Josephine Sigismunda Elisabeth von Baudissin (1812-1885), Wolf Friedrich Ottomar von Baudissin (1812-1887), Adelbert Heinrich von Baudissin (1820-1871), maleren og officeren Ulrich Hunold Hermann von Baudissin (1816-1893) samt forfatteren Asta Sophie Charlotte von Baudissin, gift Heiberg (1817-1904).

### Bauditz
Linjen Bauditz nedstammer fra ovennævnte Hinrich Conrad (von) Bauditz (1661-1714), der havde sønnen Adolph August Bauditz (1696-1763). Hans søn var generalløjtnant Friedrich Carl Bauditz (1741-1816). Denne var fader til stadsmægler Theodor August Gotth. Bauditz (1775-1824) — hvis søn var general Christian Ferdinand Bauditz (1815-1909) — og til Ferdinand Christian Fürchtegott Bauditz (1778-1849) — hvis sønner var postmester i Rendsborg Frederik Christopher Høst Bauditz (1807-1854), oberst Ferdinand Carl Adolph Bauditz (1811-1866), departementschef Julius Theodor Vilhelm Bauditz (1817-1885), kaptajn Waldemar Gustav Otto Bauditz (1822-1901) — samt til generalmajor Carl Gustav Henrich Bauditz (1780-1849), der bl.a. havde sønnerne, major Peter Jacob Friederich Bauditz (1817-1864) og oberst Peter Gustav Bauditz (1815-1877), der var fader til forfatteren Sophus Gustav Bauditz (1850-1915), hvis søn var forfatteren Gustav Ludvig Bauditz (1882-1935).
Waldemar Gustav Otto Bauditz var fader til kommandør Rolf Bauditz (1860-1937) og amtsforvalter Knud Valdemarssøn Bauditz (1866-1939).
Generalløjtnant Christian Bauditz (1815-1909), departementschef Julius Bauditz (1817-1885) og forfatter Sophus Bauditz (1850-1915) fik 12. august 1884 naturalisationspatent som dansk adel.

## Medlemmer

### Bauditz
- Carl Bauditz (1741-1816) – dansk officer (Friedrich Carl Bauditz)
- Christian Bauditz (1815-1909) – dansk officer (Christian Ferdinand Bauditz)
- Ferdinand Bauditz (1778-1849) (1778-1849) – dansk officer (Ferdinand Christian Fürchtegott Bauditz)
- Ferdinand Bauditz (1811-1866) (1811-1866) – dansk officer (Ferdinand Carl Adolph Bauditz)
- Ferdinand Bauditz (redaktør) (1846-1912) – dansk redaktør (Ferdinand Frederik Christian Bauditz)
- Gustav Bauditz (officer) (1780-1849) – dansk officer (Carl Gustav Henrik Bauditz)
- Gustav Bauditz (forfatter) (1882-1935) – dansk redaktør og forfatter (Gustav Ludvig Bauditz)
- Gustav Adolph Bauditz (1629-1695) – tysk officer
- Hinrich Conrad (von) Bauditz (1661-1714) – tysk maler, stamfader til Bauditz-linjen
- Julius Bauditz (1817-1885) – dansk departementschef (Julius Theodor Vilhelm Bauditz)
- Knud Bauditz (1866-1939) – dansk amtsforvalter (Knud Valdemarssøn Bauditz)
- Peter Bauditz (1817-1864) – dansk officer og billedhugger (Peter Jacob Friederich Bauditz)
- Peter Gustav Bauditz (1815-1877) – dansk officer
- Rolf Bauditz (1860-1937) – dansk søofficer
- Waldemar Gustav Otto Bauditz (1822-1901) – dansk officer og politiker
- Sophus Bauditz (1850-1915) – dansk forfatter (Sophus Gustav Bauditz)

### Baudissin
- Wolf Heinrich von Baudissin (feltmarskal) (1579-1646), feltmarskal i Trediveårskrigen
- Friedrich Carl von Baudissin (1741-1816), officer
- Heinrich Friedrich von Baudissin (1753-1818), greve, dansk gesandt i Berlin
- Caroline Adelheid Cornelia von Baudissin, grevinde, født komtesse von Schimmelmann (1759-1826), forfatterinde og datter af Heinrich Carl von Schimmelmann
- Henriette Caroline Elisabeth von Baudissin (1777-1864)
- Carl Ludwig von Baudissin (1756-1814), officer og diplomat
  - Wolf Heinrich von Baudissin (forfatter) (1789-1878), greve og forfatter, tysk diplomat i dansk tjeneste (Wolf Heinrich Friedrich Carl), gift med Sophie von Baudissin
  - Otto Friedrich Magnus von Baudissin (1792-1865), greve, officer på slesvig-holstensk side i Treårskrigen
- Christian Carl von Baudissin (1790-1868), greve
  - Thekla von Baudissin (1812-1885), forfatterinde (Thekla Ernestine Josephine Sigismunda Elisabeth von Baudissin)
  - Wolf von Baudissin (forfatter) (1812-1887), forfatter (Wolf Friedrich Ottomar von Baudissin)
  - Ulrich von Baudissin (1816-1893), greve, officer på dansk side i Treårskrigen (Ulrich Hunold Hermann von Baudissin)
  - Asta von Baudissin, gift Heiberg (1817-1904), forfatterinde (Asta Sophie Charlotte von Baudissin)
  - Adelbert Heinrich von Baudissin (1820-1871), greve, forfatter, journalist og forlægger, deltog på slesvig-holstensk side i Treårskrigen
- Sophie von Baudissin, født Kaskel (1817-1894), forfatterinde
- Wolf Wilhelm Friedrich von Baudissin (1847-1927), greve, teolog og forfatter
- Friedrich von Baudissin (1858-1921), greve, admiral, chef for Admiralstaben i Kaiserliche Marine
- Wolf Ernst Hugo Emil von Baudissin (1867-1926), officer og forfatter under pseudonym Freiherr von Schlicht
- Annie von Baudissin (1868-1915), forfatterinde
- Eva von Baudissin (1869-1943), forfatterinde
- Klaus Baudissin, greve, også "von B." (1891-1961) nationalsocialist, SS-officer, en af mændene bag udstillingen "Entartete Kunst", direktør for Museum Folkwang i Essen
- Wolf von Baudissin (officer) (1907-1993), greve, general og fredsforsker
- Georg Traugott Emil Nicolaus Friedrich von Baudissin (1910-1992), greve, tysk diplomat
- Theodor von Baudissin (1874-1950), greve, tysk jurist, regeringspræsident for Vestpreussen

## Slægtens steder
- Knoop
- Lammershagen
- Neu Nordsee
- Pronstorf
- Schloss Rantzau
- Rixdorf
- Sophienhof
- Tram
- Tresdorf
- Uhlenhorst